# Utena
Utena è una città dell’omonimo distretto (di cui fra l’altro è il capoluogo), della contea di Utena, nell’est della Lituania. Secondo un censimento del 2014, la popolazione ammonta a 27 041 abitanti.
Utena è una città industriale. È nota in patria e fuori per essere centro d’abbigliamento e di buona cucina, oltre che essere sede del birrificio Utenos alus.
Negli ultimi anni, gran parte delle strade, delle piazze e le aree più visitate sono state rinnovate al fine di rendere il luogo più moderno e più appetibile per i turisti. Nel 2007, Utena ha vinto il premio d’argento per il secondo posto ottenuto nella categoria B (città con una popolazione tra 10,001 e 50,000) di una classifica molto speciale: la International Awards for Liveable Communities (Premi Internazionali conferiti alle Città più Vivibili), tenutosi a Londra.
L’anniversario della città si tiene ogni anno nell’ultimo fine settimana di settembre. Dal 2013 però la festa è stata spostata al primo weekend, al fine di godere di migliori condizioni meteorologiche.

## Geografia fisica

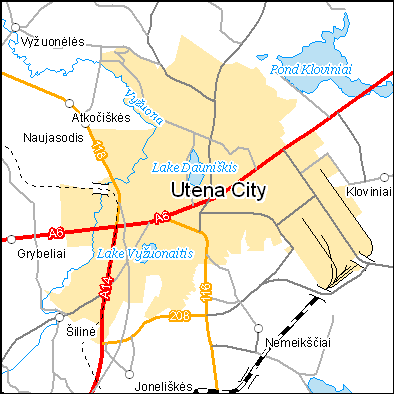
Mappa della città

Utena, come detto, si trova nella Lituania nord-orientale. La superficie della città è di 15,1 km², l’ottava più ampia del Paese. Quattro fiumi attraversano il comune: il Krašuona, il Vieša, il Vyžuona e l’Utenėlė. Ci sono anche due laghi,  il Dauniškis e il Vyžuonaitis.
Utena detiene il record della temperatura più bassa mai registrata in Lituania: −42,9 °C (1956).

## Storia

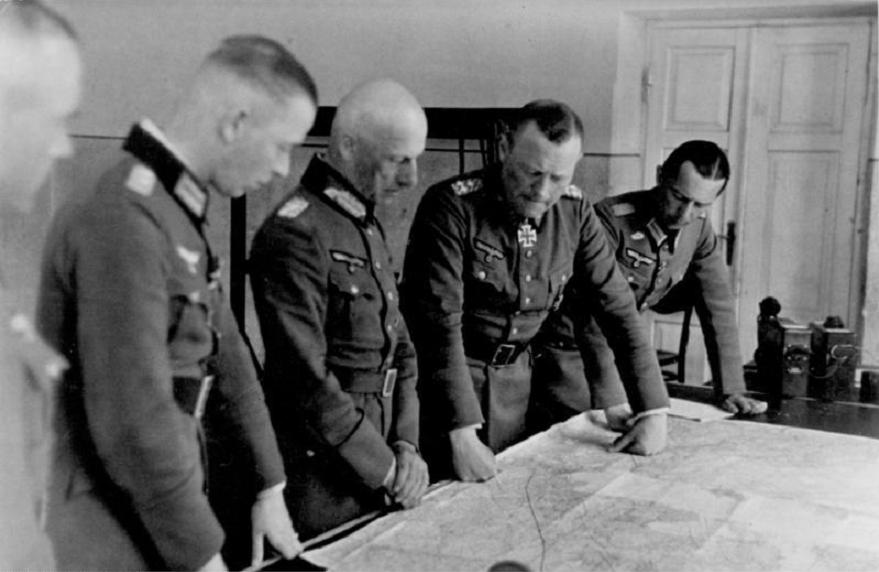
Riunione strategica dei comandanti della Wehrmacht ad Utena (30 giugno 1941)

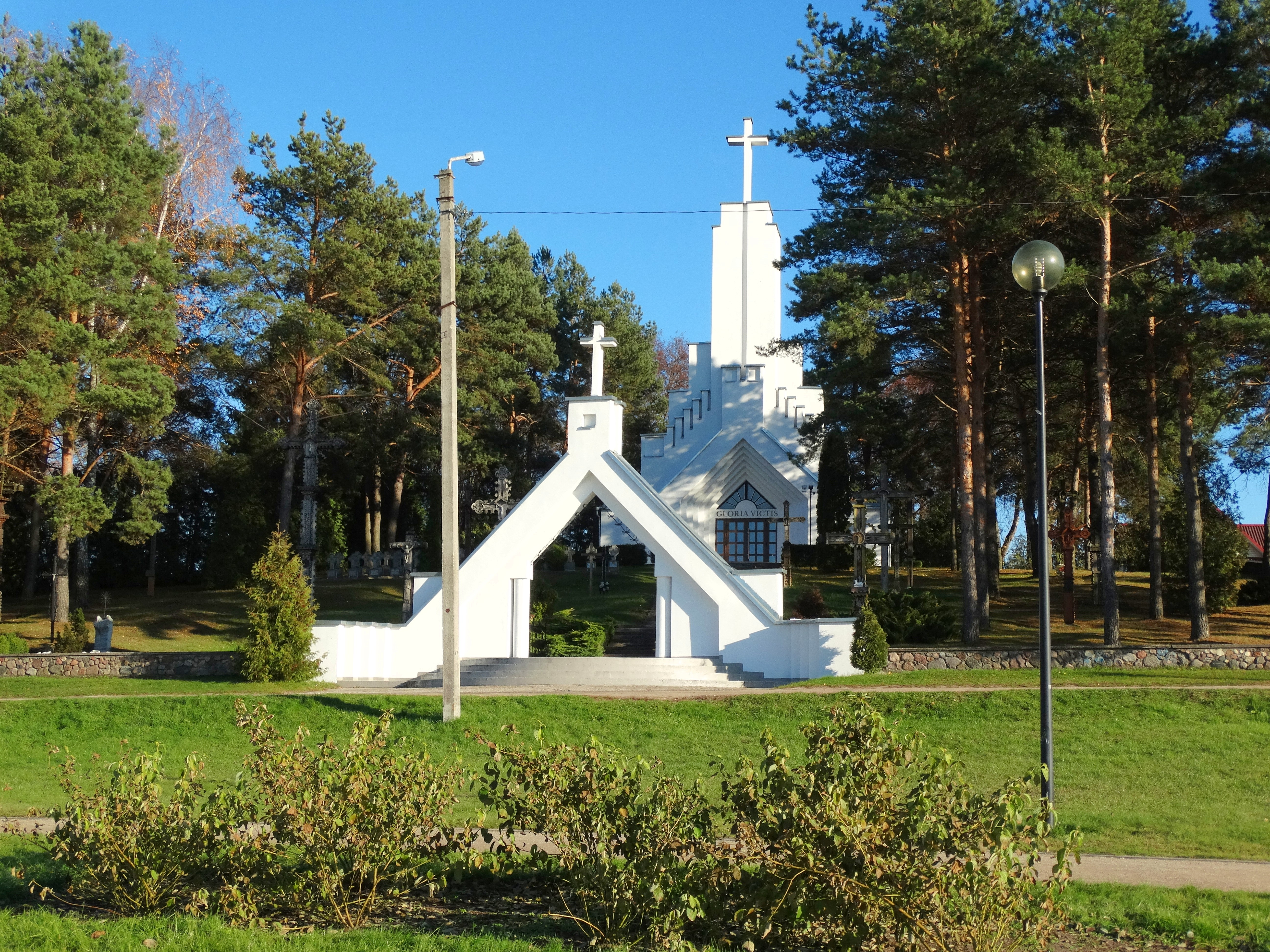
Memoriale dei partigiani lituani dissidenti sovietici in una piazza di Utena

Utena è menzionata per la prima volta in atti ufficiali nel 1261. Rientrò nei confini del Granducato di Lituania fino al 1795, quando fu conquistata dall’Impero russo. Dal 1802 al 1843 ha fatto parte del Governatorato di Vil'na: seguì poi annessione al Governatorato di Kovno. Il centro abitato grew si sviluppò rapidamente dopo il completamento della tratta ferroviaria Varsavia-San Pietroburgo, a cui si lavorò dal 1830 al 1835. Nel 1899 fu costruita una linea ferroviaria a scartamento ridotto che collegava Panevėžys, Utena e Švenčionys. Sfortunatamente, nel periodo di crescita economica e demografica, accaddero anche due incendi devastanti per la città (fine del XIX secolo).
L’Impero tedesco occupò Utena dal 1915 al 1918 (ovviamente nel corso della prima guerra mondiale), fino a quando i bolscevichi ne presero il controllo. Nel giugno 1919, il centro urbano divenne un comune distrettuale della Lituania indipendente.
Utena, il cui shtetl (quartiere ad alta percentuale di popolazione di religione ebraica) si chiamava Utyan in yiddish, ha ospitato diverse comunità ebraiche: sorte questa molto comune all’intera contea. Nel 1941, circa 2000 ebrei furono rastrellati tra i quartieri della città e spediti durante l’occupazione tedesca alla foresta di Rašė, 2 km a nord dell’insediamento per poi essere fucilati.

## Società

### Evoluzione demografica

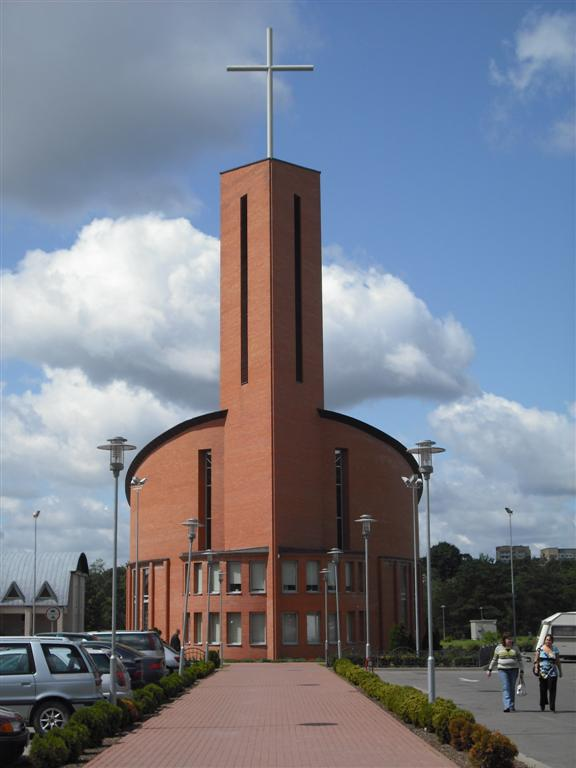
Chiesa di Utena

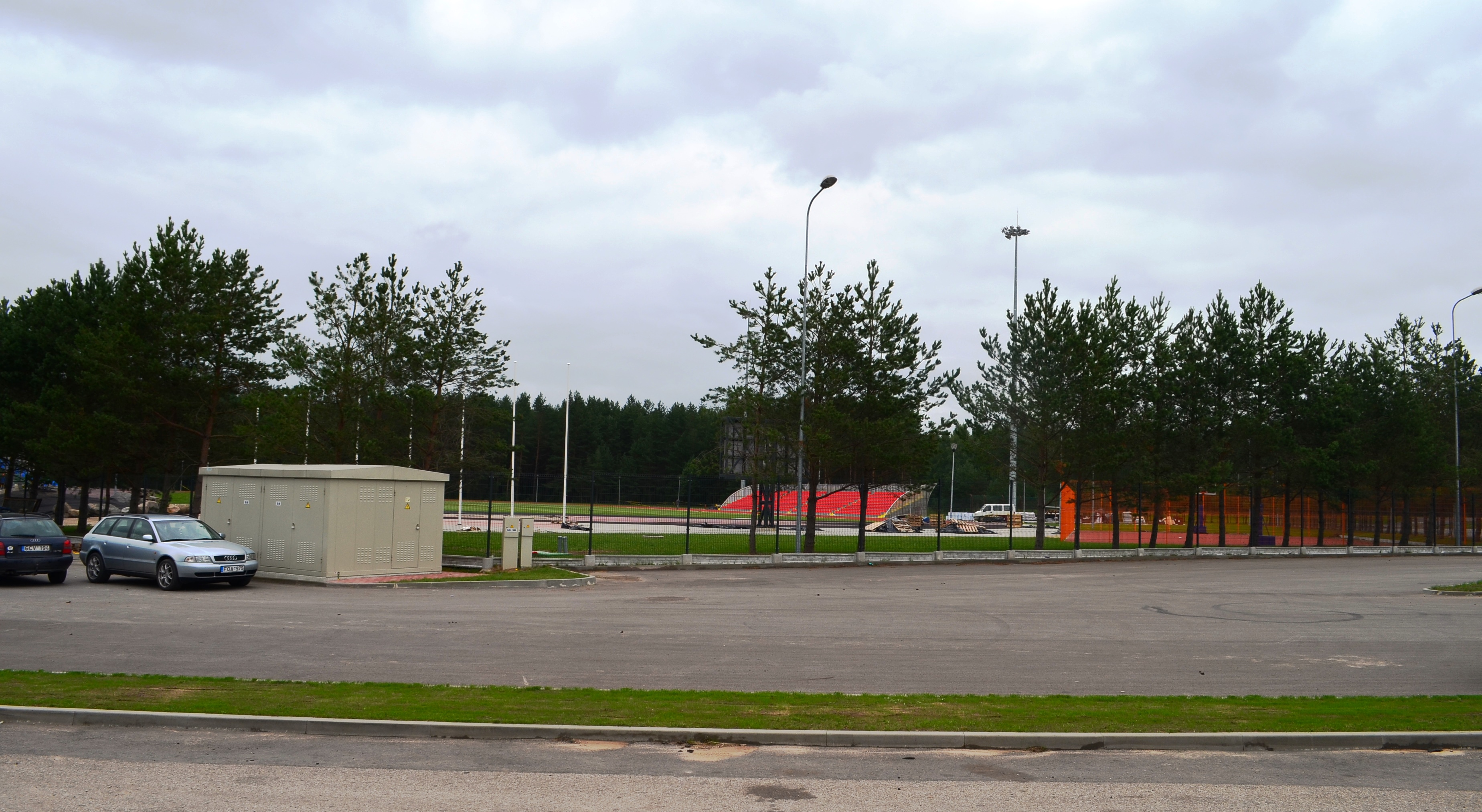
Stadio di Utena

| Anno | Popolazione |
| ---- | ----------- |
| 1939 | 6,276       |
| 1959 | 7,066       |
| 1979 | 23,461      |
| 1989 | 34,430      |
| 1999 | 36,100      |
| 2005 | 33,086      |
| 2006 | 32,881      |
| 2007 | 32,789      |
| 2008 | 32,572      |
| 2009 | 32,476      |
| 2010 | 31,940      |

## Geografia antropica

### Suddivisioni amministrative
La città è divisa in 10 distretti:
- Aukštakalnis
- Ąžuolija
- Centras (centro)
- Dauniškis
- Pramonės rajonas (area industriale)
- Rašė
- Vyturiai
- Šilinė
- Grybeliai
- Krašuona

### Parchi cittadini
| City Garden | Dauniškis park |  | Krašuona Park |

- Ąžuolija (parco della Quercia)
- Dauniškis
- Grybeliai (parco dei Funghi)
- Joneliškis
- Krašuona
- Pramonės rajonas (parco dell’area industriale)
- Rašė
- Senamiestis (parco della Città Vecchia)
- Smėlis (parco della Sabbia)
- Šilinė (parco del Caldo)
- Vyturiai (parco della Scimmia)

## Amministrazione

### Gemellaggi
La città è gemellata con:
- Celldömölk
- Chełm
- Hlybokae
- Kovel'
- Lidköping
- Maardu
- Pontinia
- Preiļi
- Rēzekne
- Třeboň

## Sport
In città hanno sede: 
- L’FK Utenis Utena, che milita nella A Lyga, massima divisione del campionato di calcio della Lituania;
- Il K.K. Juventus Utena, che milita nella LKL, massima serie del campionato lituano di pallacanestro.

La città ha dato i natali a Jonas Valančiūnas, militante tra le file dei Memphis Grizzlies.